# Universidade de Chiba

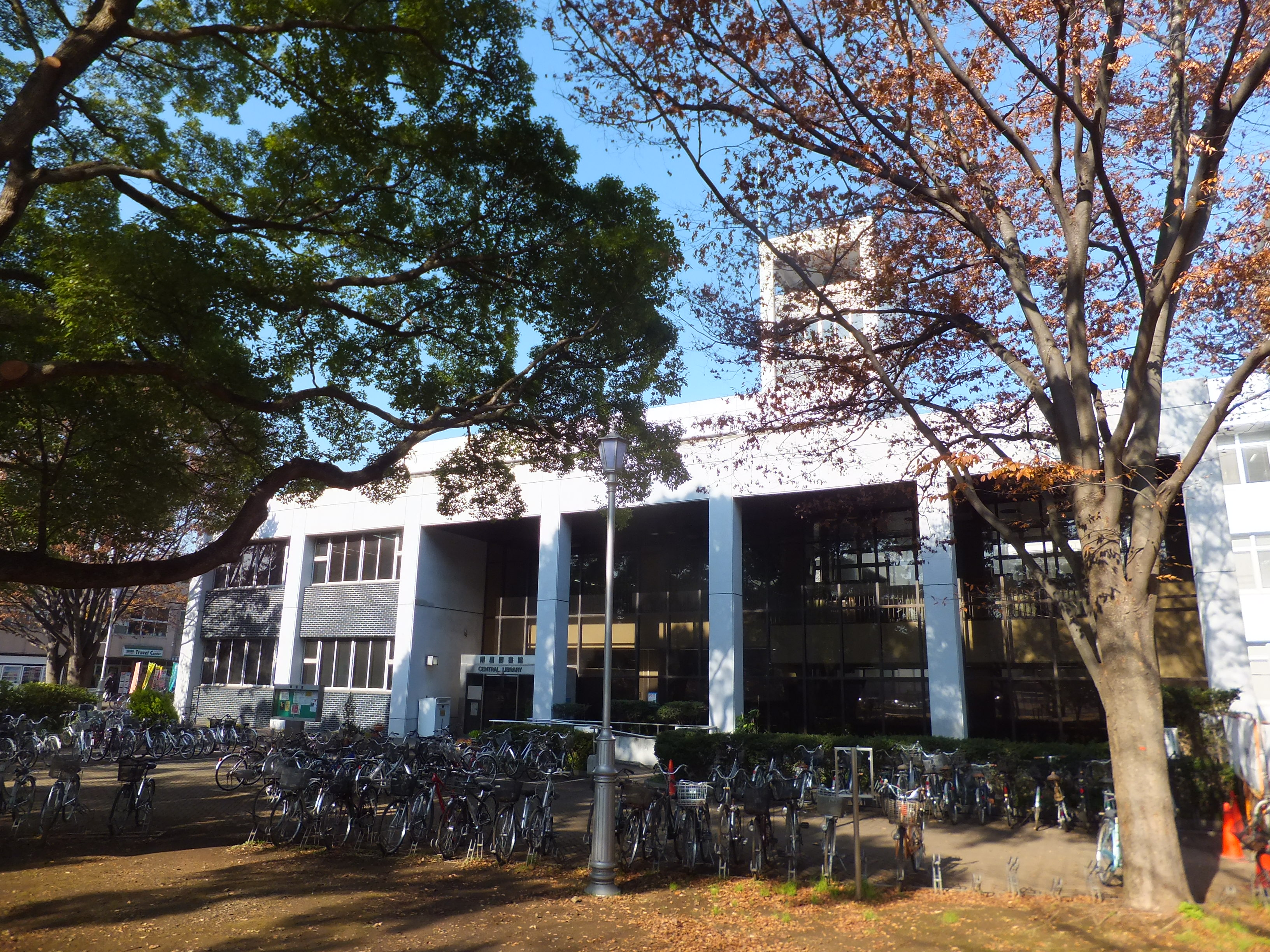
Biblioteca da Universidade de Chiba

A Universidade de Chiba (千葉大学, Chiba Daigaku), também abreviada como Chibadai (千葉大), é uma universidade nacional japonesa, localizada na cidade de Chiba, no Japão. A universidade foi criada em 1949 a partir de instituições educacionais existentes na prefeitura de Chiba, como a Chiba Medical University e a Chiba Normal School. A Universidade de Chiba foi incorporada em 2010 pelo National University Corporation Act (NUCA), que alterou o status de universidades que eram instituições governamentais e passaram a ser agências administrativas independentes. A Universidade de Chiba tem como lema a frase em latim ad altiora semper, que significa "sempre aportar mais alto".

## Rankings
A Universidade de Chiba foi classificada em 75º no Ranking das Top 100 Universidades da Ásia de 2013 pelo Times Higher Education e está frequentemente entre as top 800 do mundo. O ingresso na universidade é altamente competitivo, com taxas de admissão entre 10% e 20%.

## Programas e alunos
Em 2017, a Universidade de Chiba consiste de dez faculdades de graduação, onze de pós-graduação, uma biblioteca universitária, um hospital universitário e outras entidades educacionais e centros de pesquisa. Dentre as faculdades estão ciências sociais, pedagogia, enfermagem, farmácia, direito, horticultura, engenharia, artes, letras e economia. Em 2016, contava com mais de 10 mil alunos em cursos de graduação, e mais de 3 mil alunos em programas de mestrado e doutorado; destes, cerca de 1.300 são alunos internacionais.

## Campi
A universidade é composta por quatro campi, Nishi-Chiba, Inohana, Matsudo, e Kashiwanoha, localizados na prefeitura de Chiba. Seu campus principal, Nishi-Chiba, fica convenientemente localizado entre os dois aeroportos de Tóquio, Narita e Haneda, e também fica próximo à Tokyo Disneyland. A linha de trem Chūō-Sōbu da JR East conecta o campus de Nishi-Chiba a estações no centro de Tóquio, como Akihabara e Shinjuku, e ao centro de Chiba.

## Festival
Desde 1963, todo outono acontece no campus de Nishi-Chiba o maior festival universitário da prefeitura de Chiba, o Chibadaisai (千葉大祭), que conta com uma centena de barracas, apresentações, e performances de rua.

## Ex-alunos notáveis
- Kuroki Yasuo, designer de produto, líder do Projeto Walkman, vice-presidente da Sony
- Araki Nobuyoshi, fotógrafo[11]
- Masanobu Endō, designer de videogames[12]
- Tomisaku Kawasaki, pediatra, deu nome à Síndrome de Kawasaki[13]
- Naoshi Mizuta, compositor de videogames[carece de fontes?]
- Takashi Yanase, cartunista criador do Anpanman[14]
- Kayoko Okubo, comediante[15]
- Katsuichi Honda, jornalista[16]
- Ai Aoki, política[17]
- Norihisa Tamura, político (Ministro da Saúde)[18]